# Gia Carangi
Gia Marie Carangi (Filadelfia, 29 gennaio 1960 – Filadelfia, 18 novembre 1986) è stata una supermodella statunitense attiva tra la fine degli anni settanta e gli inizi degli anni ottanta.
Tra il 1979 e il 1982 è apparsa su svariate copertine di riviste di moda, tra cui quattro edizioni internazionali di Vogue e molteplici numeri di Cosmopolitan, nonché in diverse campagne pubblicitarie come Armani, Christian Dior, Versace e Yves Saint Laurent. Sebbene fosse considerata la prima supermodella, questo riconoscimento venne assegnato pure ad altre. Nota per la sua omosessualità che viveva in maniera abbastanza aperta, la sua esperienza viene ripercorsa, (seppur in maniera molto romanzata rispetto alla storia reale), nel film TV, Gia - Una donna oltre ogni limite, con protagonista Angelina Jolie, trasmesso nel 1998 sul canale HBO.
Scoperta in un locale da un fotografo che la introdusse nell'ambiente della moda, ben presto grazie ad una bellezza particolare, unita ad un carattere ribelle, diviene una delle modelle più richieste e in voga del periodo. Tuttavia, a causa della dipendenza da eroina, la sua carriera di modella declinò rapidamente. Contrasse l'HIV e, all'età di 26 anni, morì a causa delle complicanze associate all'AIDS. È ritenuta una delle prime donne famose a morire di questa malattia. La notizia della sua morte non fu divulgata, tanto che poche persone nel mondo della moda lo seppero.

## Biografia
Nacque a Filadelfia, in Pennsylvania, il 29 gennaio 1960. Terza e ultima figlia di Joseph Carangi, ristoratore figlio di immigrati italiani, e Kathleen Adams, casalinga di origine irlandese, Gia Carangi aveva due fratelli, Michael e Joseph Jr. Quando aveva undici anni i genitori si separarono; secondo Gia per via di situazioni conflitturali e di violenza domestica di cui il padre faceva oggetto la madre, mentre invece secondo suo fratello Michael e lo stesso padre per via della relazione di Kathleen con un altro uomo conosciuto fin dai tempi del liceo, che divenne suo marito un anno dopo il divorzio nel 1982. La giovane Gia rimase con suo padre e i fratelli e crebbe senza riferimenti familiari; la sua instabilità emotiva la condusse anche alla tossicodipendenza.
Già da adolescente era evidente la sua omosessualità, dal momento che era solita corteggiare le sue coetanee con fiori e poesie; il suo orientamento sessuale fu scoperto casualmente dalla madre che trovò la lettera di una ragazza che rigettava i corteggiamenti di Gia. Sua madre non approvò mai il suo orientamento sessuale e Gia, non sentendosi accettata dalla donna che vedeva come un modello di vita, affiancò al senso di diversità anche una vita sregolata. Durante la sua frequenza alla Abraham Lincoln High School Carangi legò con un gruppo di fan ossessionate, come lei, da David Bowie ed entusiaste del suo stile ribelle ed estremamente glam. In aggiunta a tali caratteristiche artistiche, Carangi era attratta anche dalla dichiarata bisessualità di Bowie.
Una sua amica la ricorderà più tardi come un "maschiaccio" dotata di una mentalità disinvolta, aperta alla sessualità, ricalcata appieno dal personaggio Cay nel film del 1985, Cuori nel deserto, in cui la stessa Gia si riconobbe, come confermerà l'attrice — interprete di quel ruolo — Patricia Charbonneau. Altri la ricordano così: "Gia era la lesbica più pura che abbia mai incontrato. Era la cosa più evidente in lei". La Carangi e i suoi amici "bi-try Bowie-mad" frequentavano club e bar gay di Filadelfia. Iniziava ad accettare la sua omosessualità, ma non riteneva necessario ammetterlo pubblicamente. A quindici anni conobbe nel suo locale preferito, sito a Center City, quella che divenne il suo amore adolescenziale, la bionda ventunenne Sharon. La madre di Gia si oppose alla relazione; convinta che il consumo di stupefacenti fosse parte del problema, la costrinse a sottoporsi ad un test antidroga per cocaina a cui risultò positiva. I suoi tentativi comunque non riuscirono a scalfire più di tanto la relazione.

## Carriera

### Il successo
Dopo essersi distinta negli annunci pubblicitari dei giornali a Filadelfia, all'età di 17 anni, la sua vita ebbe una grande svolta. Venne notata in un locale da un fotografo con contatti vicini a Wilhelmina Cooper; davanti al portfolio della Carangi, Wihelmina rimase così piacevolmente colpita che la volle immediatamente a New York per un colloquio. Gia comunicò a Sharon l'intenzione di spostarsi e di volerlo fare con lei, ma non percepì dall'altra parte quell'entusiasmo che si aspettava. In aggiunta, la conferma della bisessualità della sua amata, la gettò nello sconforto.
(Gia Carangi riferendosi a Sharon — il suo amore adolescenziale — nel suo diario personale, febbraio 1978)
Malgrado un raffreddamento dei rapporti, entrambe si spostarono a New York, dove Gia ottenne immediatamente un contratto con la Wilhelmina Models, raggiungendo in poco tempo la notorietà. Sharon, che per un certo periodo visse nel suo stesso appartamento, studiava cosmetica, sognando di diventare una truccatrice.
Nell'ottobre del 1978, la Carangi fece il suo primo importante servizio fotografico con il fotografo di moda Chris von Wangenheim, che la fece posare nuda dietro una rete metallica insieme all'assistente truccatrice Sandy Linter. La Carangi si infatuò immediatamente della Linter e iniziò a corteggiarla divenendo la sua amante, sebbene la relazione non divenne mai stabile. Meno di un anno aveva trascorso a New York dalla fine del 1978, ed era già una modella ben affermata. Della sua rapida ascesa alla ribalta, descritta da Vogue come "meteorica", la Carangi dirà in un'intervista al settimanale televisivo di attualità 20/20: "Ho iniziato a lavorare con gente ben conosciuta nel settore, molto rapidamente. Io non volevo fare la modella. Lo sono diventata con il tempo.".
Ormai inserita nel settore, diviene la modella preferita di molti eminenti fotografi di moda, compreso Francesco Scavullo, ma anche Arthur Elgort, Richard Avedon, Denis Piel, Marco Glaviano e il già citato Chris von Wangenheim. La novità "introdotta" da Gia era la sua capacità di posare con naturalezza, senza usare le classiche posizioni "standard" solitamente utilizzate nelle foto di moda dell'epoca. Questo era probabilmente dovuto al fatto che Gia non ebbe occasione di frequentare dei corsi di formazione per modelle, ma tutto ciò che faceva era dettato dal suo innato talento. Lo stesso Scavullo nel suo libro Women del 1982 riporta: «Non penso mai a lei come una modella, sebbene sia una delle migliori. Il fatto è che lei non si atteggia da modella; non ti dà quello sguardo hot, cool o grazioso; lei spara scintille, non pose». A conferma della spontaneità, intraprendenza e inventiva da parte di Gia durante le sessioni fotografiche, in particolare quelle all'aperto, il fotografo confessò: "mi faceva impazzire, finché non elaborai e imparai a mettere più rapidamente a fuoco la fotocamera".
Conquistò la copertina di molte riviste di moda, tra le quali il numero di Vogue UK del 1º aprile 1979, i numeri di Vogue Paris dell'aprile 1979 e dell'agosto 1980, il numero di American Vogue dell'agosto 1980, il numero di Vogue Italia del febbraio 1981, e molteplici numeri di Cosmopolitan tra il 1979 e il 1982. Nel corso di questi anni è anche apparsa in diverse campagne pubblicitarie per case di alta moda, tra cui Armani, Christian Dior, Versace e Yves Saint Laurent. La Carangi era conosciuta nei circoli delle modelle solo con il suo primo nome, "Gia".

### L'abuso di droghe e il declino

Francesco Scavullo e Gia a St Barts, sul set di un servizio fotografico per Vogue

Frequentava abitualmente lo Studio 54 e il Mudd Club. Faceva regolarmente uso di cocaina, ma più in là passò all'eroina. Il 1º marzo 1980 l'agente nonché tutor della Carangi, Wilhelmina Cooper, a cui era molto legata, morì di carcinoma del polmone. Devastata per la perdita e senza un valido punto di riferimento, sarà l'inizio della sua corsa verso l'abisso: dipendenza da eroina e condotte al limite, considerabili autodistruttive, caratterizzeranno gli anni a seguire. La sua tossicodipendenza iniziò presto ad influenzare il suo lavoro; iniziò ad avere violenti scatti di ira, abbandonando set di servizi fotografici per procurarsi droghe, e addormentandosi dinanzi alla fotocamera. Scavullo ricorderà un servizio fotografico con la Carangi ai Caraibi, quando "Piangeva, non riusciva a trovare le sue droghe. Dovetti letteralmente sdraiarla sul suo letto finché non si addormentò.". Durante uno dei suoi ultimi servizi fotografici esterni per American Vogue, la Carangi presentava vistose protuberanze rosse nelle pieghe dei gomiti dove iniettava l'eroina. Malgrado un fotoritocco, alcune delle foto pubblicate nel numero di novembre del 1980 immortalano sulle sue braccia segni ben visibili di un uso assiduo di aghi; all'epoca, il fotografo contestò questa dichiarazione.
A quel punto, la vita della Carangi stava prendendo una brutta piega e la sua carriera era già in rapido declino, come fosse un lontano ricordo, nonostante non fossero passati che un paio di mesi dal suo apice. Le proposte di moda presto iniziarono a mancare e con esse presto cessarono i contatti con i suoi amici nel mondo della moda, tra cui Sandy Linter, i quali preferirono tenerla lontano ed evitare di parlarle piuttosto che essere associati a lei e, per lei, magari veder finire o comunque compromettere precocemente le proprie carriere.
Nel novembre 1980 lasciò la Wilhelmina Models e firmò per la Ford Models, che presto però la mise da parte. Nel tentativo di uscire dalla droga, ritornò a Filadelfia con la madre e il patrigno nel febbraio 1981. Si sottopose al trattamento di disintossicazione di 21 giorni, ma la sua astinenza ebbe vita breve. Di lì a poco venne a sapere che il suo caro amico e fotografo di moda, Chris von Wangenheim, era deceduto in un incidente stradale. Secondo il libro Thing of Beauty di Stephen Fried, che ha curato la biografia della modella, si chiuse in bagno per ore, riempiendosi di eroina. Con non poche difficoltà venne arrestata per la prima volta il 22 marzo 1981 a Filadelfia, quando travolse con la sua auto una recinzione in un quartiere di periferia. Dopo un inseguimento ad alta velocità con la polizia fu presa in custodia e più tardi venne accertato che stava guidando sotto l'effetto di alcol e cocaina. Non appena rilasciata, la Carangi fu per un breve periodo sotto contratto con una nuova agenzia, Legends, e lavorò in maniera sporadica, principalmente in Europa e in Africa. Nell'autunno di quell'anno, la Carangi iniziava già a manifestare fisicamente i danni dovuti all'assunzione di eroina.

### Il tentativo di ritorno e il ritiro

Gia Carangi a St Barts fotografata da Harry King

In diverse occasioni la Carangi tentò di riconquistarsi la fiducia nel suo settore. Agli inizi del 1981, malgrado fosse ancora alle prese con l'abuso di droga, era ancora determinata a riprendersi il suo ruolo nel settore della moda. Ben presto però si rese conto che nessuno la voleva più ingaggiare. Contattò Monique Pillard (in gran parte responsabile della carriera di Janice Dickinson), che però era inizialmente indecisa a ingaggiarla. Disperata, si rivolse a Scavullo. Riuscì così ad ottenere un contratto con l'Elite Model Management. Il suo parziale ritorno nell'aprile dello stesso anno venne anticipato da una sua intervista per 20/20, in cui si diceva finalmente fuori dal tunnel della droga.
Per dare una svolta definitiva, scelse pure un nuovo appartamento a New York prima di essere selezionata per una lunga sessione fotografica per un catalogo tedesco in California. In quel periodo appuntava nella sua agenda di lavoro le sue riflessioni. Il viaggio verso Los Angeles si rivelò difficile: "È gelosia o tutte le ragazze [sono] esattamente così... [...] Perché io non riesco a provare lo stesso verso le altre ragazze... a volte dicono cose molto cattive e inopportune". Paradossalmente, mentre la sua immagine nel mondo della moda raccontava di una donna forte, ricca, sofisticata, curata e di successo, Gia fuori dal set era ben diversa: coltivava un mondo privato, lontano da una società di cui non condivideva appieno i valori. Appena ritornata a New York appuntava: "[...] qui seduta... mi sento molto diversa dagli altri esseri umani ma sto finalmente iniziando ad apprezzare davvero il mio essere diversa. Forse sto scoprendo chi sono. O forse sono solo nuovamente fatta [...]".
Mentre alcuni clienti si rifiutarono di lavorare al suo fianco, altri si offrirono di assumerla grazie al suo passato status di top model. Uno dei suoi primi lavori, ma anche l'ultimo di rilievo, fu per Francesco Scavullo che la immortalò nella copertina dell'aprile 1982 di Cosmopolitan, un regalo alla modella da parte del fotografo che più di tutti l'aveva supportata e sostenuta. Scattata nell'inverno del 1982, sarebbe stata di fatto, la sua ultima copertina. Sean Byrnes, assistente e compagno di Scavullo per più di trent'anni, dirà più tardi: "Quello che stava facendo a se stessa, alla fine, divenne evidente nelle sue foto. [...] Ho potuto constatare il cambiamento nella sua bellezza. C'era un vuoto nei suoi occhi.". In seguito la Carangi lavorò principalmente con il fotografo Albert Watson e come testimonial per grandi distribuzioni organizzate e cataloghi.
È poi apparsa in una campagna pubblicitaria per Versace, a cura di Richard Avedon: quest'ultimo la ingaggiò per la successiva campagna pubblicitaria della casa di moda, ma durante il servizio fotografico, alla fine del 1982, la Carangi si sentì a disagio e lasciò il set ancor prima che il fotografo fosse riuscito a scattare almeno una foto utilizzabile. Intorno a questo periodo si iscrive ad un trattamento ambulatoriale di metadone, ma ben presto riprende a fare uso di eroina. Alla fine del 1982 aveva solo pochi clienti che erano disposti ad assumerla. Risulta difficile non cogliere la desolazione che la Carangi manifestava in quegli scatti che la ritraggono nei suoi ultimi servizi fotografici in Europa, l'ultimo dei quali è stato per l'azienda tedesca di vendita per corrispondenza Otto Versand ed ebbe luogo in Tunisia; venne mandata a casa non appena fu beccata con dell'eroina sul set. Lasciò definitivamente New York agli inizi del 1983.

### Gli ultimi anni e la morte
Per quanto avesse sperperato la gran parte dei suoi guadagni con le droghe (si consideri che a diciotto anni il suo guadagno stimato era di circa 100.000 dollari l'anno), la Carangi trascorse gli ultimi tre anni della sua vita con varie amanti, amici e familiari sia a Filadelfia che ad Atlantic City. Eppure, la sola relazione sentimentale che caratterizzò i suoi ultimi anni fu in realtà quella che la impegnò più di tutte durante la sua breve vita, ovvero quella con Elyssa Golden (morta di AIDS nel 1994), da cui, sin dai tempi delle copertine, era solita correre non appena riusciva a distaccarsi da quell'ambiente della moda e da quella New York che a tratti non amava. Nel 1984 entrambe si stabilirono ad Atlantic City e trovarono sistemazione grazie al padre di Gia, Joseph (che nel frattempo gestiva una catena di ristoranti tra Filadelfia ed Atlantic City), il quale le accolse in un appartamento sovrastante al suo stesso luogo di lavoro.
A causa delle forti pressioni da parte dei familiari e della sua compagna, la Carangi accettò di essere ricoverata e sottoposta ad un intenso programma di trattamento farmacologico all'Eagleville Hospital nel dicembre 1984. Un paziente, che divenne suo amico all'interno della struttura, ricorda: "Era molto legata a sua madre. Ricordo che una volta eravamo fuori a giocare con gli aquiloni [...] e le dissi: 'Mi piace il tuo aquilone'. Lei lo lasciò andare... Le chiesi che stava facendo e lei mi rispose: 'Niente, pensavo a mia madre. Questo è quello che devo fare con lei'". Esternò il fatto che la moda, in realtà, fosse stato più uno sbocco per la madre che per se stessa, e che le avesse fatto vivere attraverso di sé la vita che lei avrebbe desiderato. Durante il suo periodo in riabilitazione, gli esperti riuscirono a disintossicarla e al contempo, attraverso vari colloqui mirati, si resero conto di come la Carangi avesse subito ogni tipo di sopruso durante il periodo antecedente al ricovero.
Da una parte era stata violentata in un paio di occasioni da spacciatori e tossicodipendenti, dall'altra, i deliri indotti dalla tossicodipendenza l'avevano portata a espropriarsi di qualsiasi bene che le apparteneva e a derubare i suoi stessi genitori e alcuni amici, dettata da quella che i medici definirono un'inarrestabile fame di eroina che per chiunque, considerati gli ingenti quantitativi assunti, sarebbe stata fatale. Una volta sobria, iniziò a rendersi conto di ciò che la sua vita fosse diventata, riuscendo ad individuare gli schemi comportamentali che l'avevano condotta alla droga. Come parte della terapia disegnò un grande murale in cui raffigurò se stessa intenta a trasportare una grande croce sulle spalle; un occhio piangente, un cuore spezzato, punti di sutura sul cranio al cui centro un grosso punto interrogativo, segni di aghi sulle braccia e, sulla zona genitale, la figura di una donna ben rappresentata e quella di un maschio dallo sguardo tetro. Accanto alla rappresentazione scrisse: "confusione, odio, separazione, crescita sofferta, abuso sessuale, abuso mentale, impotenza, amore".
Dopo il trattamento lavorò per un certo periodo in un negozio di abbigliamento. Trovò successivamente impiego come cassiera e poi in una mensa di una casa di cura. Malgrado i buoni propositi e una ritrovata serenità, entro la fine del 1985 riprese a fare uso di droghe. Secondo diverse testimonianze, ad un certo punto Gia si sentì stanca di vivere una relazione in cui non era "la sola". Lasciato l'appartamento che condivideva con la compagna, la Carangi ritornò definitivamente dalla madre; tutti i suoi problemi si erano ripresentati, incluso l'utilizzo di eroina ma a ciò si aggiunse uno strano senso di malessere. Nel suo diario personale scriveva: "Sono di nuovo a casa di mamma e mi sento incasinata. [...] Vedi, un sacco di cose sono accadute... In riabilitazione mi sono innamorata della mia terapista e noto che lei si dispiace per me... Odio chi prova compassione per me, [è] così denigrante... Io ho una ragazza che mi ama ed io amo lei... Il fatto è che non sono ancora pronta a legarmi. Le ragazze sono sempre state un problema per me. Non capisco perché mi ci incasino sempre...". A tormentarla c'era anche il fatto che molti dei suoi amici ed ex colleghi, per lo più omosessuali molto noti in ambiente, erano morti di AIDS. Da parte sua era consapevole di essere a rischio a causa del suo ricorrente utilizzo di eroina per via endovenosa.
Nel giugno del 1986 la Carangi fu ricoverata al Warminster General Hospital di Warminster, in Pennsylvania, dove le fu accertata una polmonite bilaterale. Pochi giorni dopo le fu diagnosticato l'ARC, la sindrome pre-AIDS, malattia scoperta nel 1981, solo cinque anni prima. Nell'agosto dello stesso anno moriva il truccatore Way Bandy, un'altra vittima dell'AIDS tra le figure di spicco nell'ambiente dell'alta moda newyorkese. Gia apprese la notizia con molto dispiacere, come si evince in una lettera indirizzata, ma mai inviata, alla zia, sua confidente, in cui sostanzialmente attribuisce alla madre l'impossibilità di vedere la sua amata, Elyssa: "Il mio amico Way è morto oggi […] era uno spasso lavorarci assieme... era formidabile, se non fosse stato gay avrei tentato di sposarlo. La morte rende la vita come fosse irreale. Irreale nel senso che non ti ci puoi aggrappare".
Poche settimane dopo, le condizioni della Carangi peggiorarono inesorabilmente e fu quindi trasferita al Hahnemann University Hospital il 18 ottobre. Sua madre rimase con lei giorno e notte, non accettando visite, nemmeno quella della compagna di Gia, sebbene lei la volesse al suo fianco. La Carangi morì di complicanze associate all'AIDS il 18 novembre 1986 alle ore 10 del mattino, all'età di 26 anni, divenendo una delle prime donne famose a morire di questa malattia. Il suo funerale si tenne in forma ristretta il 23 novembre, in una piccola casa funeraria a Filadelfia. Nessuno del mondo della moda era presente, soprattutto perché nessuno seppe della sua morte se non pochi mesi dopo.  Tuttavia settimane più tardi, Francesco Scavullo, amico e confidente della Carangi, inviò un'offerta per la celebrazione di una messa in suo suffragio non appena seppe la notizia.
L'unico che riuscì ad intervistare la Golden — compagna di Gia per diversi anni e persona a cui gli ultimi pensieri della modella furono rivolti, come testimoniano le varie lettere che la Carangi non riuscì ad inviare, e come conferma un suo amico ammesso in ospedale — fu Stephen Fried, il quale le garantì che la sua vera identità, quantomeno in vita, fosse rimasta all'oscuro. Sarà una delle principali fonti utilizzate dall'autore per la stesura della biografia sulla Carangi in cui viene citata come "Rochelle". Morirà di AIDS nel 1986. Il suo nome compare sulla coperta dei nomi, nota come "AIDS Memorial Build".

## Influenza culturale
La Carangi viene considerata la prima supermodella, ma tale riconoscimento è stato attribuito anche ad altre, incluse Janice Dickinson, Dorian Leigh,, Jean Shrimpton., Lisa Fonssagrives e anche Cindy Crawford, che più tardi venne soprannominata "Baby Gia", data una certa somiglianza con la Carangi.. La Crawford riportò in seguito, "I miei agenti mi portarono da tutti i fotografi che adoravano Gia: Albert Watson, Francesco Scavullo, Bill King. Ognuno di loro amava tantissimo il suo look che si sono occupati volentieri di me".
Sebbene la Carangi durante il suo decorso in ospedale si batté con amici e familiari, e per quelle che furono le sue possibilità, affinché la sua esperienza fosse da monito per le generazioni future, negli anni a seguire la sua morte iniziò a sorgere il cosiddetto "heroin chic". Nel celebrare questo nuovo movimento, diverse aspiranti modelle iniziarono ad etichettarsi come "Gia's Girls". Emulavano la sessualità aggressiva di Gia e l'uso dichiarato di droghe. Come accadde con Gia, molti nell'ambiente ne incoraggiarono, tacitamente, il tipo di condotta, consigliando loro di bucarsi in posti nascosti all'occhio delle fotocamere. Le avvertirono di non emulare Gia, non per quanto riguarda il consumo di eroina, bensì per quanto riguarda la tattica che avrebbero dovuto adottare, consistente nel mantenere un basso profilo evitando di ammettere questo tipo di consumo. Nel maggio del 1997 il Presidente Bill Clinton emise un rimprovero pungente, in cui sostenne: "Non vi serve abbellire la tossicodipendenza per vendere abiti", aggiungendo, "La glorificazione dell'eroina non è creativa, è distruttiva". Venne biasimato da molte personalità rilevanti nel campo della moda che sostennero che l'utilizzo di sostanze stupefacenti fosse "un'arte antica".
Dalla sua morte, Gia viene considerata un'icona, che ha impersonificato lo stile lesbo chic più di un decennio prima che il termine stesso fosse coniato.

## Curiosità
- Era una forte sostenitrice dei Blondie e per un breve periodo ha frequentato la leader del gruppo, Debbie Harry. Nel 1980 compare, come ospite speciale, nel videoclip della hit Atomic della suddetta band.[2][49]
- Da modella coltivava l'ambizione di diventare una direttrice della fotografia: noto è proprio lo spezzone del filmato in cui la Carangi, presumibilmente sotto l'effetto di stupefacenti, trova non poche difficoltà a pronunciare il cognome di quello che era il suo direttore della fotografia preferito, Vittorio Storaro.[50]

## Citazioni e omaggi
- Una biografia sulla Carangi scritta dal giornalista investigativo Stephen Fried, intitolata Thing of Beauty (un titolo che omette la seconda parte della famosa citazione di John Keats "A thing of beauty is a joy forever"), venne pubblicata nel 1993. Tra le testate che lo accolsero positivamente vi furono il New York Times e il Boston Globe,[51] che ne premiarono l'esaustività della ricerca oltre che la comprovata onestà investigativa.[12]

Riguardo alla madre della Carangi, Fried dichiarò: "Fondamentalmente, Kathleen mi ha aperto la porta di casa ma da subito si rese conto che non poteva controllarmi". "Ma io la rispetto. Non ha preteso che persone con vedute diverse dalle sue non venissero considerate". "C'era una parte di Kathleen che esigeva che la storia della figlia uscisse pulita. Ma c'era un'altra parte di lei che è stata brutalmente onesta".
- Scrisse di lei il fotografo Francesco Scavullo nel suo libro del 1982 intitolato Women: «La mia prediletta - antica, giovanile, decadente, innocente, dirompente, vulnerabile, e assai più dura di spirito di quanto non sembri... un tutt'uno di sfumature e suggestioni, tipo una serie di immagini di Bertolucci. Non ho mai conosciuto nessuna così libera e spontanea, in costante cambiamento, mutevole - fotografare lei è come fotografare un flusso di coscienza».[11] Dopo la sua morte dirà: «Ero solito prepararle da mangiare, assicurarmi che mangiasse. Volevo sempre renderla felice, perché lei mi dava tanto quando lavoravamo insieme. C'era un qualcosa che lei aveva - nessun'altra ragazza lo possiede. Non avevo mai incontrato una ragazza che ce l'avesse. Ed io volevo che rimanesse soddisfatta di me, e che le piacesse lavorare al mio fianco. E penso che così sia stato. Anche quando ha iniziato a saltare gli appuntamenti con tutti gli altri, con me non lo fece mai».[16]
- Juli Foster, modella che lavorò al suo fianco per diverso tempo e con cui realizzarono degli scatti che parecchi ritennero eccessivamente "ambigui", la ricorda così: «[Gia] cercava solamente di essere amata. Capitava spesso che si presentasse a casa mia nel mezzo della notte ed io la lasciavo entrare; non voleva che essere abbracciata».[18] Aggiunse: «Etichettare Gia come bisessuale, è una mancanza di rispetto, e non rende giustizia, alla donna che lei era e alle donne che ha amato».[52]
- Robert Hilton, consigliere specializzato nella tossicodipendenza a cui una delle agenzie di moda, ad un certo punto, affidò invano la Carangi, dirà in merito: "Gia nutriva un tale desiderio verso le donne che non può che essere definito, nella sua essenza, tipicamente mascolino. Ogniqualvolta che coglievo qualcosa di utile durante le sedute riguardanti la sua sessualità, ciò che mi raccontava rassomigliava molto di più al modo in cui gli uomini parlano delle donne".[53]
- Un docu-drama dal titolo Gia - Una donna oltre ogni limite venne trasmesso su HBO nel 1998. Angelina Jolie, protagonista della storia, vinse un Golden Globe. All'uscita del film, i familiari della Carangi ne presero le distanze, incluso il fratello Joe Jr: "Non capisco come girano film su una persona e dove prendono le informazioni senza parlare con coloro che la conoscevano". Il film non si basa sulla biografia curata da Fried.[54]
- Nel 1996, l'attrice-scrittrice Zoë Tamerlis, lei stessa tossicodipendente e morta in seguito di cause associate all'assunzione di droghe, venne scelta per scrivere la sceneggiatura basata sulla vita della modella. Questa versione di Gia non venne prodotta, ma successivamente dopo la morte della Tamerlis, in un documentario del 2003 con il titolo The Self-Destruction of Gia, venne incorporata una serie di discussioni con la Tamerlis stessa, i fotografi, la famiglia della Carangi e Sandy Linter. Il Los Angeles Times lo accolse positivamente: «Tra i migliori documentari del festival, The Self-Destruction of Gia di JJ Martin è il più commovente. La modella Gia Carangi (1960-1986), la cui storia è stata anche drammatizzata su HBO, era di una bellezza stravolgente, membro della prima generazione di top model. Era lesbica, e il suo occasionale ricorso all'eroina divenne presto una dipendenza inarrestabile. Splendidi filmati d'archivio ne attestano la straordinaria bellezza, intelligenza e sregolatezza; amici, colleghi, il suo terapeuta, la sua amante e la madre parlano del suo carisma, degli orrori che ha dovuto subire nel corso della sua tossicodipendenza e dell'AIDS che l'ha portata via».[55]

## Agenzie
- Wilhelmina Models
- Ford Models
- Legends
- Elite Model Management

## Aziende per cui ha posato
- André Laug
- Body Basics
- Chanel
- Christian Dior
- Cutex
- Diane von Fürstenberg
- Giorgio Armani
- Lancetti
- Levi's
- Max Factor
- Maybelline
- Meyer Epstein Furs
- Perry Ellis
- Royal Silk
- Versace
- Vidal Sassoon
- Yves Saint Laurent